# بيتابايت
البيتابايت PB (تنطق پيتابايت) كلمة تتكون من مقطعين بيتا وتعني مليون مليار (كوادرليون) 1000000000000000 (15 صفر) وبايت، البيتابايت هي وحدة قياس لسعة التخزين في الحاسوب.
سعة البيتابايت:
- علمياً يساوي 1015 يساوي 1000000000000000 بايت (1000 تيرابايت)
- ثنائياً يساوي 250 يساوي 1,125,899,906,842,624 بايت (1024 تيرابايت).[1]

## ذاكرة الإنسان
تقدر سعة ذاكرة الإنسان بحوالي 2.5 بيتابايت وهي كافية لتخزين كمية كبيرة جدا من الذكريات والمعلومات.
- لقد وجد باحثون أن سعة ذاكرة الإنسان تصل ل10 بيتابايت.[2]

## طالع كذلك
| - بت. - بايت. - كيلوبايت. | - ميغابايت. - جيغابايت. - تيرابايت. | - إكسابايت. - زيتابايت. - يوتابايت. |